# Eugenia Bulat
Eugenia Bulat (n. 19 septembrie 1956, Sadova, Călărași, RSS Moldovenească, URSS) este o poetă și publicistă, fondatoare a revistei literare „Clipa” (alias „Clipa siderală”) și membră a Uniunii Scriitorilor din R. Moldova și România.

## Biografie
S-a născut la 19 septembrie 1956, în s. Sadova, r. Călărași, R. Moldova. A absolvit Universitatea de Stat și Universitatea Pedagogică ”Ion Creangă” din Chișinău. Este primul primar ales în mod democratic în comuna sa de baștină după anul 1989. A lucrat în școala din satul natal, a fondat și condus Revista de Cultură și Creație a Tinerei Generații „Clipa siderală” (Premiul de Stat pentru Tineret în Domeniul Literaturii, 2009; sprijinită de Institutul Cultural Român din București), cenaclul ”Iulia Hasdeu” și Concursul Național de Creație Literară omonim. Este Cavaler al Ordinului Republicii pentru contribuție remarcabilă la Mișcarea de Eliberare Națională și merite deosebite în promovarea valorilor democratice și a adevărului istoric. Între anii 2007-2012 s-a supus unui autoexil în Italia (Veneția), unde a continuat să scrie (tripticul ”Jurnalul unui evadat din Est”), lansându-și volumele și promovând în continuare adevărul despre Basarabia, - provincie română ruptă din trupul României prin pactul nazist, declarat nul și neavenit, Ribbentrop-Molotov.
A mai lucrat la/în:
- Institutul Național de Instruire Continuă
- Secția de Administrare Publică Locală a Guvernului R. Moldova
- Centrul Național de Creație Populară
- Agenția Națională de Presă MOLDPRES.

## Cărți editate
- ”Profesorul. Ștefan Sevastian Bulat, in memoriam”. Editura UNU, Chișinău, 2020
- ”Piatra de Ca' Vendramin. Dialogurile străinei cu vechiul său prieten Alter. Al treilea jurnal al unui evadat din Est”. Prefață Ioan Holban, Smaranda Bratu Elian. Editura ”Junimea”, Iași, 2017
- ”La pietra di Ca' Vendramin. Dialoghi di una staniera col vecchio amico Alter. Terzo diario din una latitante dell' Est”. În versiunea italiană a autoarei. Lectură și prefață, Ilaria Serra. Editura ”Meligrana”, Italia, 2018
- ”În debara. Al doilea jurnal al unui evadat din Est./Nello sgabuzzino. Secondo diario di una latitante dell' Est”. Versiune italiană Geo Vasile. Prefață Geo Vasile. Editura ”Gunivas”, Chișinău, 2009.
- ”Veneția ca un dat. Jurnalul unui evadat din Est”. Prefață Adrian Dinu Rachieru. Editura ”Augusta”, Timișoara, 2007
- ”Veneția ca un dat. Jurnalul unui evadat din Est./Venezia ti fu data. Diario din una latitante dell Est”. Versiune italiană Gabriella Molcsan. Prefață Adrian Dinu Rachieru. Editura Cartier, Chișinău, 2007
- „Stalactite”. Editura ”Universul”, Chișinău, 2002
- „Scrisori de dragoste din Orașul Libertății”. Editura „Prag”, Chișinău, 2002
- „De dor de voi”. Editura „Năsăud”, România, 2000
- „Silabisind în tainele iubirii”. Editura „Vatra Românească”, Satu Mare, 1996
- „Poeme de pe Valea Plângerii”. Editura „Vatra Românească”, Satu Mare, 1996
- „La Putna mi-e drumul” Editura „Lyceum”, Chișinău, 1994

Alte titluri: 
- editor al colecției ”Sclipiri siderale”: vol. I. Editura ”Lyceum”, 1994; vol. II - ”Al cincilea ungher”, vol. III - ”Capilarele clipei”. Editura ”Lyceum”, 1996
- autor al studiului ”Erupția rostirii sau Generația Clipei siderale. Ideea națională, POEZIA. Editura Prag, Chișinău, 2003.

## Premii
- Premiul Uniunii Scriitorilor din R. Moldova la secțiunea POEZIE pentru vol. ”Piatra de Ca' Vendramin. Dialogurile străinei cu vechiul său prieten Alter. Al treilea jurnal al unui evadat din Est” (Editura ”Junimea”, Iași, 2017). Chișinău, 2018
- Premiul Departamentului pentru Românii de Pretutindeni pentru promovarea literaturii române în Italia. București, 2010
- Premiul special  al Salonului Internațional de carte pentru Copii pentru studiului ”Erupția rostirii sau Generația Clipei siderale. Ideea națională, POEZIA (Editura ”Prag”, Chișinău, 2003). Chișinău, 2005
- Premiul „Topul Anticorupției”, acordat de „Ziarul de gardă”. Chișinău, 2005.
- Premiul pentru Poezie al Revistei ”Glasul Națiunii”. București, 1996.
- Premiul I-i la secțiunea DEBUT a Salonului Național de Carte a Bibliotecii Naționale a R. Moldova. Chișinău,1994
- Premiul I-i la secțiunea Poezie a Festivalului Internațional de Creație Literară „Dimitrie Bolintineanu” a Centrului de Conservare și Valorificare a Tradiției Populare Giurgiu. Giurgiu, România. 1993

## Opinii critice
(…). Ajunsă la Veneția, Eugenia Bulat descoperă o cu totul altă perspectivă și, inevitabil, se descoperă pe sine. „Veneția ca un dat”  este, până la urmă, un dar pe care destinul, prin legile lui paradoxale, îl oferă autoarei. Chiar dacă nu a părăsit decât fizic baricadele românității din Basarabia, chiar dacă a ars „fără rest” (cum se mărturisește), poeta încearcă să uite, să se desprindă de niște realități apocaliptice, să se regăsească/reîntemeieze, reînviind prin poezie. Pentru că poezia e respirație și vine fantasmatic („cu mii de degete vine / pe o orgă celestă vibrând”), invadându-te iar, trecându-te iar, nevătămată, peste apa bătrânului Styx. E, așadar, un dat.
(…). În poezie Eugenia Bulat este o ființă justițiară, tensionată, acuză vehement realul „apocaliptic”, împărțindu-se  între vis și o sensibilitate rănită, între Țară și Est (alias Basarabia). O necurmată alergare în cerc sub apăsarea îndoielilor (tot mai torturante odată cu înaintarea spre echilibru și luciditate), gândind pasional Reîntregirea. Cunoaște acumulări, angoase, căderi și sfâșieri, râvnește „o mare de alb” ca un ultim acord, scrie în transă și, încredințându-ne vocea interioară, se eliberează, așteptând „un tren” (lumina de la capătul tunelului, deci) într-o „gară bolnavă”, pe un „peron de tranzit”, realitate în care a încremenit, din păcate, Basarabia de azi. 
(…). E o carte-călătorie, în fond, de la Est către sine (finalmente). „Plină de faceri”, “întru foame de păsări zidită”, devenită, prin dezlocuire, „trist călător”, pe rând ostaș și femeie în pribegie, poezia Eugeniei Bulat poartă în sine un viu durernic, care ne face martori la o reîncarnare dar și părtași la o călătorie îndărăt. Sedusă de acest burg ireal, creația ei împrăștie „o stare de vrajă”. Placenta venetă îi hrănește visătoria. Dar și însingurarea, insomniile, febra scrisului, retrospecția.

„Bântuită de faceri”, poeta cunoaște bucuria rodului. Dincolo de ușoara contaminare cezarivănesciană,  preaplină de logos, simte cum fierbe în ea sămânța rodirii, atunci când, „cu unghii înfipte în carne” se încredințează paginii albe. „Înfiată” de arterele venețiene, poeta adulmecă înflorirea, conștientizând și depășind blestemul sterilității. Trăirea la limită, experiența de viață, dură, acumulată într-un spațiu al interminabilelor confruntări, permite autoarei a se simți „un vas plin, mult prea plin”, purtând, de aici încolo, lumea cu sine și în sine, încrâncenată a rezista tuturor încercărilor vieții prin evoluție ființială.
Experiența venetă demonstrează această reîncarnare. O „altă” poetă pare a se fi ivit. Suspendată între Est și Vest („cu ochi bifocali, care văd simultan două lumi”), Eugenia Bulat ne încredințează această carte a saltului calitativ, a rupturii. S-a eliberat, s-a mântuit („ce închis e-nafară /deschis e de-a dreptul în tine,/!tu știi”). Însingurarea, izolarea s-a vădit rodnică: un șir de nașteri/renașteri i-au răscolit viscerele/rezervele, acea „sămânță a rodirii”, dar și continua veghe a sinelui în sine („în tine într-una ai fost / și nicicând n-ai lipsit”)  trezind latențele. Promisul rod e anunțat, părelnic jubilativ, de apele verzi, umflate, de mirosul putrid, de fascinația morbidă cu o senzație ciudată de început de lume, autoarea plonjând în egală măsură în sine și în măruntaiele Veneției, precum într-un uter etern (…). /Adrian Dinu RACHIERU.  Din prefața la “VENEȚIA CA UN DAT. Jurnalul unui evadat din Est”./
”A traduce poezia Eugeniei Bulat a fost pentru mine o încercare și, mai ales, o provocare, având în vedere că italiana nu este limba mea maternă. Am avut, la început, multe îndoieli și rezistențe interioare. Însă, după o lectură atentă a poemelor împreună cu autoarea, pentru a mă convinge că am redat tot ce poeta voia să transmită, am lucrat împreună cu poetul venețian Severino Bacchin, care m-a ajutat să ofer într-un mod mai accesibil sensibilității italiene anumite structuri de idei și imagini. Am apreciat, în mod special, experiența de a mă vedea legănată între două limbi, între două universuri atât de diferite, a doi poeți, de la care a trebuit să învăț foarte mult despre transparența înseși pentru a fi un bun mediator.
Traducerea liricii Eugeniei Bulat a fost, cum se întâmplă de obicei în traducerea literară, o dificultate de stil. Poezia sa e deseori foarte subtilă, aproape conceptuală, dar, de cele mai multe ori, și foarte densă în imagini, sunete și termini,  în particular, termeni legați de universul său privat, de patria sa, de Moldova. Prindeam gustul a ceea ce poeta ținea să spună, dar a găsi cuvintele potrivite în  limba italiană era altceva. Un lucru care mi-a plăcut foarte mult a fost posibilitatea de a mă juca cu vocabulele, inventând pe unele din acestea, așa precum în textul Porumbeii Veneției, unde adjectivul păsăresc (în picionesco rispetto) reda foarte bine , după mine, aspectul, în parte, elegant, în parte, comic al acestor înaripate.
Prima dificultate fundamentală a fost pentru mine traducerea titlului înseși al cărții, Veneția ca un dat, non literalmente, cu sensul la îndemână, minimalizant, - Veneția ca un dar (or, ca o dăruire, ca o ofrandă);  simțind importanța acelui nou dat pe care orașul îl reprezenta acum în viața Eugeniei Bulat și căruia poeta trebuia să-și ajusteze componentele, armonizând acestuia parcursul de sens pe care volumul îl avea; acest dat revela mai exact sensul drumului interior, profund, întreprins de autoare: un drum necesar, anume dat , și, de aceea, modelator, din care drum germina o nouă arhitectură interioară, un nou profil uman.
Două lucruri mi-au plăcut îndeosebi în lecturarea, înțelegerea și traducerea Eugeniei Bulat. Primul ar fi un vers din  Porumbeii Veneției: retina-n adâncu-ți e toată auz, care vers împletește în mod fericit nivelul fonic cu nivelul conținutului și care mi-a oferit, în fond, cheia volumului și a titlului. Intuiția privirii interioare ca și ascultare/auz e foarte frumoasă și are o profundă istorie inclusiv la nivel filozofic. Această privire interioară nu e o banală victorie a unei percepții personale, care se exprimă în cuvinte, se celebrează pe sine înseși, înfășurându-se într-o sinestezie privată, deseori fugitivă. Versul surprinde, în fapt, clipa nașterii concomitente a unei noi persoane, a unui nou și mai profund adevăr despre sine însuși. Retina-n adâncu-ți e toată auz  înseamnă dialogul a două priviri: una îndreptată spre exterior, care vede lumea în materialitatea sa, și, o alta, - spre interior, care se interoghează asupra sensului a ceea ce vede. Dialogul lor devine, deci, o ascultare a inimii și nașterea unei noi persoane, de o nouă și mai adevărată plinătate. Din aceste motive titlul cărți se prezintă a fi mai adaptat să se releve ca și sinteză a acelui drum necesar, aproape obligatoriu, pe care autoarea a trebuit să-l întreprindă pentru a descoperi cât de amplu poate fi sufletul și cât de inexorabile capacitățile, vitalitatea acestuia. 
Poezia Eugeniei Bulat, -  și acesta este cel de al doilea aspect pe care mi-a plăcut foarte mult, - e plină de renașterea propriului sine, de prunci, germinări, de daruri care evocă o promisiune (menținută) feminității; din toate acestea derivând, cum am subliniat, dificultatea traducerii acestei poezii cărnoase, fiziologice, în care fermenții nașterii interioare se convertesc într-o poezie a maternității poetice. Tot ceea ce autoarei i-a fost dat/dăruit,  devine darul pe care ea, la rândul său, î-l extinde către noi. Zborul ascuns în noi,  revelt într-un alt vers, este adevărul etern despre chemarea noastră cea mai adevărată și Eugenia Bulat l-a intuit în chip miraculos în poezia sa. /Traducând Veneția ca un dat de Eugenia Bulat. Gabriella Molcsan, Revista ”Le voci della Luna”, nr. 44. Bologna, Italia, iulie 2009./
(…). “S-a stins viața falnicei Veneții...” Trebuia să vină Eminescu să o spună, nu altcineva. Veneția e, în miniatură, imaginea concentrată a vieții omului pe Terra: bucată de pământ într-un imens ocean. E aici și măreția a tot ce a plăsmuit, cu mâna sa, omul, dar, concomitent, și o in-fi-ni-tă tristețe. Pentru că toate acestea vor pieri fiind înghițite de Okeanos. Nimic mai frumos, nimic mai efemer, nimic mai trist. Moartea la Veneția e atât de frumoasă, încât poate deveni nemurire. Tot așa precum, în “Miorița”, moartea ciobanului nostru. 
Eugenia Bulat este o mioritică în cel mai profund sens al acestui cuvânt, prin înseși firea ei, așa precum românul nu poate fi decât ortodox, vorba lui Eminescu. Pentru că, pentru român, Dumnezeu este sublimul. Veneția, pentru a se împlini, -  și acestea sunt gândurile pe care mi le-a sugerat această carte, - Veneția pentru a se împlini are nevoie de simțire românească. Da, simțirea românească poate descifra unele dintre tainele ei. (...). Ajunsă în Veneția, pășind, plutind, cutreierând-o, pătrunzând-o, în final, poeta revine la... “Căderea în verde”, așa se numește poemul. În loc cu verdeață, spunem noi atunci când petrecem pe cineva în lumea cealaltă, deci, în universul propriu-zis mioritic. Are acolo toată zestrea nunții: și verdele, și apusul, și, nu mai vorbesc de eminescianul “sub raza ochiului senin și negrăit de dulce”. E aceeași topire. Fiind izgonită dintr-o gură de rai ( a evadat din ea), a nimerit în o alta, - în Veneția... “Dumnezeu, - scrie poeta, - revelat/revelând,/ te mai poate-ncânta:/ cu-n apus,/ cu un munte,/ cu-o apă...”.  E aici ceva din Luceafărul (cum vom vedea în  “Cădere în logos”, spre exemplu, – “duh arzător furișat în iatacu-ți”). (...). În fond, autoarea cărții este o Cătălină sau un Luceafăr, care, după ce  s-a materializat și a băut din cupa pământească până la fundul ei, e din nou însetat de repaos.(...).	 /Ion UNGUREANU (la „Veneția ca un dat”, 2008)/.
(…). Există  în versuri picturalitate și sonoritate,  există capacitatea auditivă de a vedea și de a transpune acest real, dar toate acestea nu constituie o oglindă, o transpunere fidelă a celor văzute: sunt oglinda trăirilor sufletești. Autoarea parca ar apela la alte forme, la formulele verbului, ale verbului poetic, ale poemului, ale metaforei poetice, care se apropie de cantilenă,  de un recviem al destinului, de un recviem de Bah sau de o baladă a lui Ciprian Porumbescu. Pentru că există nostalgia aceasta, distanța aceasta a rupturii rizomice, cum ar spune criticul (…). De fapt, este o regăsire. Această readaptare este o regăsire. Pentru că noi, cu lecturile noastre, cu facultățile, cu informația la zi (nu venim de pe lună, totuși), parcă ne-am regăsi acolo, în acea Romă, în acea Italie, parcă ne-am regăsi rădăcinile, sau ecourile rădăcinilor noastre antice, și atunci, toată poezia, în ansamblul ei, se arată a  fi o cronografie, un jurnal al tramelor sufletești pe care le trăiește autoarea.  (…). „Căderile” sunt autentice plonjări cu efecte justificate, plonjări în sine. Aici este calitatea cea mai de preț a  poeziei Eugeniei Bulat. Sunt „Căderea în tăceri”, „Căderea în Marele Frig”, „Căderea în necuvinte”, „Căderea în logos” și, în final, „Căderea în verde”. 
În prefața sa, criticul Adrian Dinu Rachieru remarcă pe bună dreptate acest aspect: „trăirea venetă”, trăirea venetă ca o racordare la un univers civilizat, al civilizației antice, ale civilizației unor simboluri magistrale ale culturii universale, dar, în același timp, un univers la care s-au mai racordat și alți autori ai culturii române, de la Eminescu la Eugen Barbu. (…).  „Căderile” poetei sunt, de fapt, adevărate înălțări./Ion HADÂRCĂ (la „Veneția ca un dat”, 2008)/
(…). Miza acestei cărți este una estetică prin excelență și acest lucru mi se pare punctul forte al  acestei cărți, ale acelor „căderi”, prin care, ca prin niște tuburi de orgă țâșnește în sus poezia. Și acestea mi se par mai degrabă niște prestații digitale foarte savante, chiar dacă, aparent, nu au un limbaj foarte sofisticat. Acuratețea cu care poeta exersează, cu care scoate aceste sunete mi se pare iar de o miză estetică, chiar dacă Eugenia Bulat nici pentru o clipă nu uită de miza etică. (…). Aș zice că poeta Eugenia Bulat este simptomatică, dacă vreți, și ca arie geografică. Ea urmează, într-un fel, traseul intelighenției noastre, care a mers, mai întâi, la Putna și s-a regăsit în valorile românești, pentru a lărgi apoi acest cerc și a se regăsi în valorile europene. Din câte cunosc, mai multe cărți ale colegilor noștri au apărut în străinătate: în limbile franceză, engleză, germană etc. Și această carte, care are și versiunea italiană, ne scoate, cred, pe această orbită: a europenității, pe care orbită am fost dintotdeauna, având nevoie însă, din când în când, de niște confirmări în plus. (…). 	/Emilian GALAICU PĂUN (la „Veneția ca un dat”, 2008)/
(…). Poezia de acum are un ritm și un contur grafic în trepte, sugerând arcurile podurilor întinse peste canalele venețiene și bolțile catedralei San Marco: poeta îți rostește discursul de parcă ar urca sau coborî versantele lunecoase ale unor stări sufletești.
Absorbind deopotrivă meandrele dureroase ale vieții – exodul basarabean – și efluviile unui spațiu italian încărcat de un imens prestigiu istoric și cultural, noua carte a Eugeniei Bulat marchează o etapă importantă în evoluția autoarei, obligându-ne să ne gândim la cât de neașteptate și contradictorii pot fi sursele inspirației poetice. /Vasile GÂRNEȚ (la „Veneția ca un dat”, 2008)/
(…).Eugenia Bulat nu este doar o poetă socială, ea este o poetă dramatică, ceea ce îi stă bine unui om de creație. Pentru că un om de creație, dacă este dramatic în carnea lui, în ființa lui, atunci este un om împlinit. De multe ori, în creație, mizăm doar pe rană: dacă nu suntem răniți, nu avem durere… Nu, dacă nu avem dramă, dacă nu avem trăită în noi drama societății noastre, a aproapelui nostru, atunci nu suntem credibili în ceea ce scriem. /Anatol CODRU (la „Veneția ca un dat”, 2008)/
(…).Pagini de poezie adânc inspirată, doldora de imagini de o prospețime frapantă și cu subtext filozofic incitant, conține, mai ales, ciclul de încheiere al cărții – Cădere în tăceri, Cădere în sine, Cădere în necuvinte, Cădere în logos, Cădere în Marele Frig, Cădere în ape, Cădere în verde. E pentru că poetul autentic își rămâne fidel sieși și se dăruie alor săi oriunde și oricând, în rai ca și în iad. (…). În întregimea ei, noua publicație a Eugeniei Bulat este o victorie sigură, prevestitoare de noi performanțe artistice a autoarei, care și în stare dramatică, de nu cumva suficient de tragică, a exilului italian și-a depășit condiția temporară. /Ion CIOCANU (la „Veneția ca un dat”, 2008)/
(…) Arta adevărată, poezia adevărată este cea care unește. Ea este cea care exprimă adevărul, chiar dacă acest adevăr este dureros. Poezia este, în sine, un cutremur interior și mi se pare relevantă coincidența dintre cutremurul natural, produs în aceste zile în Italia, cutremurul social care s-a produs, de asemenea, în aceste zile în Republica Moldova și cutremurul poetic care se cuprinde în această carte. Dacă poezia nu exprimă adevărul, atunci subiectul în sine al discuției asupra acesteia nu există, or poezia Eugeniei Bulat exprimă adevărul. „Acord final” este plânsul Eugeniei Bulat, bocetul ei asupra a tot ce se întâmplă în Basarabia astăzi./Iurie BOJONCĂ (la „Veneția ca un dat”, 2008)/
(…). Noțiunea de „exil” se suprapune așadar, în cazul poetei Eugeniei Bulat, celei de „exil militant”; în acest sens angajarea și scriitura autoarei celor două volume apărute sub genericul ”Jurnalul unui evadat din Est” sunt pilduitoare. De altfel pe bună dreptate a fost evidențiat de critică precum și de către scriitoarea însăși că limba și cultura română au fost mereu în centrul atenției sale: interesul său a fost statornic îndreptat spre evoluțiile scrisului în limba română, spre destinul concetățenilor săi, în cadrul unei neobosite strădanii de a face cunoscută literatura și cultura română, în chip deosebit la Veneția, dar și în Italia.
În acest context reiese extrem de compatibilă autodefinirea identitară a scriitoarei, și anume locuitoare „între”, adică între România, Basarabia și Italia, și de fapt în nici un loc din cele trei țări-avatare, dat fiind că ea nu se identifică pe deplin în nici una dintre cele două lumi. Iată în ce constă starea de „intermediaritate” care nu înseamnă doar non-apartenență, adică  a nu se simți nicăieri acasă, a nu avea o identitate și nici fruntarii, ci și, poate  în primul rând, faptul că în această non-apartenență ea reușește să-și găsească identitatea, felul său de a fi întotdeauna înlăuntrul propriei frontiere. Aceasta din urmă devine astfel o „punte” deschisă spre lume, ca și scriitura care o exprimă, idee ce se poate repera și în acest al doilea volum.
(…). Pentru Eugenia Bulat „intermediaritatea” a ajuns să însemne cu timpul și interdisciplinaritate, atât de importantă în zilele noastre, care încorporează totul – realul și virtualul -  în rețeaua globalizării. Această cheie de lectură scoate în evidență faptul că hotarul între vechea lume senzorială și noua lume imaterială, între adevăr și iluzie, este adesea nesigur, chiar dacă stăruința poetei este cea de a încerca necontenit să-l definească. Un asemenea tip de discurs „interfrontalier”, o astfel de anamneză – care învederează patria amintirilor și spațiul mai amplu al semnificațiilor și corespondențelor tinzând spre Unitate, spre întoarcerea acasă la un nivel superior – reprezintă nucleul poeziei sale. Toate scrierile mele sunt de fapt tot atâtea întoarceri acasă, ar putea declara poeta, fără riscul de a exagera.(…)./Geo VASILE (“Identitate în non-apartenență sau poezia unei evadate din Est”. Din prefață la “ÎN DEBARA. Al doilea Jurnal al unui evadat din Est”)/
(…). Autoarea ne face să înțelegem că doar interioritatea împărtășită reușește să distingă binele de rău, că această vie intérieure trebuie să fie întoarsă pe dos ca o mănușă și oferită lumii.  Impresia noastră de cititor și traducător este că această carte are toate calitățile unui poem dramatic care poate fi recitat de mai mulți actori pe o scenă de teatru. Fiecare poezie poate face parte dintr-un multiplu dialog - confesiune, dintr-o urzeală rapsodică nu doar între felurite creații, arte și creatori, dar și, cu precădere, între istoria personală și istoria colectivă a poporului său, a românității, precum și a lumii.    
Polemică dacă nu chiar radicală în curajul său de a smulge măștile sub care se ascund bolile sociale ale  începutului de mileniu, și în același timp duioasă, îndrăgostită și sensibilă, poeta Eugenia Bulat este în primul rând o conștiință civică, militantă.  Și acest al doilea volum intitulat atât de sugestiv „În debara”, este o dovadă că în absența unei conștiințe etice nu se poate vorbi de o conștiință estetică.  
Poezia care se revoltă împotriva puterii și a abuzurilor sale trebuie să-și privească în ochi propria fragilitate care o menește unei înfrângeri nemijlocite, valoarea morală a revoltei rămânând totuși neatinsă; asemeni seminței evanghelice, trebuie să înveți să mori ca să dai rod./Geo VASILE („Literatura de frontieră”,  pentru „ÎN DEBARA. Al doilea Jurnal al unui evadat din Est”)./ 
(…) Ne-am întâlnit și și-a recitit – pentru mine – altfel biografia, în care cumpenele de familie și cumpenele de partid mi-au  anulat întrebările…Partidul (era frontistă în anii când Frontul Popular chiar era crezut a fi creștin și român) a determinat-o să fie primar. Și a fost. Chiar a crezut în uneltele politice, poeta care avea  alte unelte verificate și necesare alături de uneltele calificate ale politicienilor (dacă există de acestea pe aci). A acceptat să fie și consilier în Consiliul municipal Chișinău în ultimii ani, când frontiștii ridicau – deja – mânuțele odată cu fracțiunea comunistă (în probleme importante pentru românism).
Mi-a plăcut în mai multe feluri că poarta spre recetirea Eugeniei Bulat mi-a întredeschis-o Aurelia Borzin, poetă siderală, pe care Eugenia a pregătit-o pentru preluarea celor două proiecte, să le ducă împreună cu profesoara Iulia Iordăchescu, dar și cu echipa – revista și cenaclul. Aurelia mi-a adus cartea Veneția ca un dat, unde autoarea mă avertizează – și pe mine, și pe ceilalți cititori fugitivi – că nu este o muzică ușoară această carte.(…).	
…La Sadova Eugeniei Bulat cernelile au consistența Cabernetului nesubțiat cu apă. Apele Veneției nu-s pentru diluare -  pentru oglindire. Lansarea cărții a fost la prestigioasa bibliotecă Onisifor Ghibu. O oglindă și această lansare – nu doar pentru autoare./Iulian FILIP (la „VENEȚIA CA UN DAT”. Revista OGLINDA, 2008)/
Drumul destinului. Personal, intim, biografic, dramatic, dureros. Sufletul rănit dictează cuvinte rănite, din interiorul poeziei privesc ochi întristați, inima bate în ritmul cuvântului, frumusețile răsar din miezul motivelor esențiale, poeta își înregistrează peisajele sufletești. Bântuită de dor și de adevăr este poeta. Până la obosire, până la lacrimă, dar și dincolo de acestea, pe unde se obține încrederea că drumul pe care ți l-ai ales este al tău. Inspirația nu este un fel de furtună pe hârtie, ci o șansă de a comunica cu alții prin propria ta ardere. Poetul, acest copil al graiului, se naște din cuvânt și de aceea ființa lui e structurată pe cuvinte. Numai așa poți aduna în jurul tău oameni care să te creadă, care să te dorească. Eugenia Bulat semnează eul ce îi aparține, dar îi aparține drumul pe care și l-a ales. (…)./Ion VATAMANU  (la vol. de debut „La Putna mi-e drumul”, 1994)/
(…). Titlul poeziei, Apocalipsă sangvinică, nu este întâmplător, sugerând o permanentă teroare a realului anormal, bolnav, „apocaliptic”. Totul e împins la limită, totul ia chip de lucru aflat într-o zonă de tranzit. Tranzitoriul sfâșie ființa, o pune sub semnul angoasei: „Atât nu pot înțelege copiii mei: de ce fug alertată înaintea zilelor, ce caut mereu speriată și ce tren aștept, îngrozită mereu, mereu sclipuindu-mi viața, - bagaj indiscret, răvășit pe un peron între Țară și Est „ (Peron de tranzit). Viața ia, în această viziune apocaliptic-sangvină, forma de „goană după orizont”, de „goană a instinctelor” și de „foame a celulelor” (Optică 2). Versul însuși este instantaneu, obținând contur de sentință de glosă (…)./ Acad. Mihai CIMPOI (pentru „Stalactite”, 2002)/
Poemele Eugeniei Bulat sunt inconfundabile. Scrisul ei este unul spontan, curajos, armonios în expresie, emoționant, plin de mirare și durere, trăit pe Valea Plângerii, aici, în Mica Românie înstrăinată – Basarabia./Gheorghe VODĂ (la „Poeme de pe Valea Plângerii”, 1996)/

## Alte afilieri
- Membru-fondator al Forului Democrat al Românilor din Moldova.
- Membru-fondator al Asociației Moldo-Italiene pentru Colaborare și Integrare AMICI.
- Membru-fondator al Clubului Liberal din Italia.